# Chitonotus pugetensis
Chitonotus pugetensis – gatunek morskiej ryby skorpenokształtnej (Scorpaeniformes) z rodziny głowaczowatych (Cottidae), jedyny przedstawiciel rodzaju Chitonotus. 

## Występowanie
Występuje w wodach wschodniego Oceanu Spokojnego na głębokościach do 142 m. 
Dorasta do 23 cm długości.